# Clubiona transbaicalica
Clubiona transbaicalica là một loài nhện trong họ Clubionidae.
Loài này thuộc chi Clubiona. Clubiona transbaicalica được miêu tả năm 1992 bởi Mikhailov.